# Línea 4 (Urbanos de Getafe)
La línea 4 de la red de autobuses urbanos de Getafe une el Polígono Industrial de Los Ángeles con Perales del Río, pasando por el Hospital de Getafe y el desarrollo urbanístico de Los Molinos.

## Características
Hasta el 12 de marzo de 2021, la línea unía el Hospital de Getafe con Perales de Río, sin pasar por el citado polígono.
La línea circula exclusivamente por el término municipal de Getafe. Como bien se expresa en la numeración interna del CRTM, recibe el número 4065. El primer dígito corresponde a la línea, en este caso la línea 4. Y los últimos tres dígitos corresponden al municipio por el que circula, en este caso 065 corresponde al municipio de Getafe.
La línea no mantiene los mismos horarios todo el año, del 1 al 31 de agosto se reducen el número de expediciones de lunes a sábados laborables (domingos y festivos tienen los mismos horarios todo el año), además de los días excepcionales vísperas de festivo y festivos de Navidad en los que los horarios también cambian y se reducen.
La línea está operada por Avanza Movilidad Integral mediante la concesión administrativa VCM-402 - Madrid – Getafe – Alcorcón (Viajeros Comunidad de Madrid) del Consorcio Regional de Transportes de Madrid.

## Horarios

### 1 septiembre - 31 julio
| Lunes a viernes laborables                        |                                         |                                         |                                         |                                         |                                         |                                         |                                         |                                         |                                         |                                         |                                         |                                         |                                         |                                         |                                         |                                         |                                         |                                         |                                         |                                         |                                         |                                         |                                         |                                         |                                         |                                         |                                         |                                         |                                         |                                         |                                         |                                         |                                         |                                         |                                         |                                         |                                         |                                         |                                         |                                         |                                         |                                         |
| Pol. Ind. Los Ángeles > Perales del Río           | Pol. Ind. Los Ángeles > Perales del Río | Pol. Ind. Los Ángeles > Perales del Río | Pol. Ind. Los Ángeles > Perales del Río | Pol. Ind. Los Ángeles > Perales del Río | Pol. Ind. Los Ángeles > Perales del Río | Pol. Ind. Los Ángeles > Perales del Río | Pol. Ind. Los Ángeles > Perales del Río | Pol. Ind. Los Ángeles > Perales del Río | Pol. Ind. Los Ángeles > Perales del Río | Pol. Ind. Los Ángeles > Perales del Río | Pol. Ind. Los Ángeles > Perales del Río | Pol. Ind. Los Ángeles > Perales del Río | Pol. Ind. Los Ángeles > Perales del Río | Pol. Ind. Los Ángeles > Perales del Río | Pol. Ind. Los Ángeles > Perales del Río | Pol. Ind. Los Ángeles > Perales del Río | Pol. Ind. Los Ángeles > Perales del Río | Pol. Ind. Los Ángeles > Perales del Río | Pol. Ind. Los Ángeles > Perales del Río | Pol. Ind. Los Ángeles > Perales del Río | Perales del Río > Pol. Ind. Los Ángeles | Perales del Río > Pol. Ind. Los Ángeles | Perales del Río > Pol. Ind. Los Ángeles | Perales del Río > Pol. Ind. Los Ángeles | Perales del Río > Pol. Ind. Los Ángeles | Perales del Río > Pol. Ind. Los Ángeles | Perales del Río > Pol. Ind. Los Ángeles | Perales del Río > Pol. Ind. Los Ángeles | Perales del Río > Pol. Ind. Los Ángeles | Perales del Río > Pol. Ind. Los Ángeles | Perales del Río > Pol. Ind. Los Ángeles | Perales del Río > Pol. Ind. Los Ángeles | Perales del Río > Pol. Ind. Los Ángeles | Perales del Río > Pol. Ind. Los Ángeles | Perales del Río > Pol. Ind. Los Ángeles | Perales del Río > Pol. Ind. Los Ángeles | Perales del Río > Pol. Ind. Los Ángeles | Perales del Río > Pol. Ind. Los Ángeles | Perales del Río > Pol. Ind. Los Ángeles | Perales del Río > Pol. Ind. Los Ángeles | Perales del Río > Pol. Ind. Los Ángeles | Perales del Río > Pol. Ind. Los Ángeles |
| 06                                                | 07                                      | 08                                      | 09                                      | 10                                      | 11                                      | 12                                      | 13                                      | 14                                      | 15                                      | 16                                      | 17                                      | 18                                      | 19                                      | 20                                      | 21                                      | 22                                      | 23                                      |                                         |                                         |                                         | 06                                      | 07                                      | 08                                      | 09                                      | 10                                      | 11                                      | 12                                      | 13                                      | 14                                      | 15                                      | 16                                      | 17                                      | 18                                      | 19                                      | 20                                      | 21                                      | 22                                      | 23                                      |                                         |                                         |                                         |                                         |
| 20                                                | 00 40                                   | 20                                      | 00 40                                   | 20                                      | 00 40                                   | 20                                      | 00 40                                   | 20                                      | 00 40                                   | 10 40                                   | 10 40                                   | 10 40                                   | 10 40                                   | 10 40                                   | 10 40                                   | 10 40                                   | 10                                      | 00 40                                   | 20                                      | 00 40                                   | 20                                      | 00 40                                   | 20                                      | 00 40                                   | 20                                      | 00 40                                   | 20                                      | 00 40                                   | 10 40                                   | 10 40                                   | 10 40                                   | 10 40                                   | 10 40                                   | 10 40                                   | 10                                      |                                         |                                         |                                         |                                         |                                         |                                         |                                         |
| Noches de viernes, sábados y vísperas de festivos |                                         |                                         |                                         |                                         |                                         |                                         |                                         |                                         |                                         |                                         |                                         |                                         |                                         |                                         |                                         |                                         |                                         |                                         |                                         |                                         |                                         |                                         |                                         |                                         |                                         |                                         |                                         |                                         |                                         |                                         |                                         |                                         |                                         |                                         |                                         |                                         |                                         |                                         |                                         |                                         |                                         |                                         |
| Pol. Ind. Los Ángeles > Perales del Río           | Pol. Ind. Los Ángeles > Perales del Río | Pol. Ind. Los Ángeles > Perales del Río | Pol. Ind. Los Ángeles > Perales del Río | Pol. Ind. Los Ángeles > Perales del Río | Pol. Ind. Los Ángeles > Perales del Río | Pol. Ind. Los Ángeles > Perales del Río | Pol. Ind. Los Ángeles > Perales del Río | Pol. Ind. Los Ángeles > Perales del Río | Pol. Ind. Los Ángeles > Perales del Río | Pol. Ind. Los Ángeles > Perales del Río | Pol. Ind. Los Ángeles > Perales del Río | Pol. Ind. Los Ángeles > Perales del Río | Pol. Ind. Los Ángeles > Perales del Río | Pol. Ind. Los Ángeles > Perales del Río | Pol. Ind. Los Ángeles > Perales del Río | Pol. Ind. Los Ángeles > Perales del Río | Pol. Ind. Los Ángeles > Perales del Río | Pol. Ind. Los Ángeles > Perales del Río | Pol. Ind. Los Ángeles > Perales del Río | Pol. Ind. Los Ángeles > Perales del Río | Perales del Río > Pol. Ind. Los Ángeles | Perales del Río > Pol. Ind. Los Ángeles | Perales del Río > Pol. Ind. Los Ángeles | Perales del Río > Pol. Ind. Los Ángeles | Perales del Río > Pol. Ind. Los Ángeles | Perales del Río > Pol. Ind. Los Ángeles | Perales del Río > Pol. Ind. Los Ángeles | Perales del Río > Pol. Ind. Los Ángeles | Perales del Río > Pol. Ind. Los Ángeles | Perales del Río > Pol. Ind. Los Ángeles | Perales del Río > Pol. Ind. Los Ángeles | Perales del Río > Pol. Ind. Los Ángeles | Perales del Río > Pol. Ind. Los Ángeles | Perales del Río > Pol. Ind. Los Ángeles | Perales del Río > Pol. Ind. Los Ángeles | Perales del Río > Pol. Ind. Los Ángeles | Perales del Río > Pol. Ind. Los Ángeles | Perales del Río > Pol. Ind. Los Ángeles | Perales del Río > Pol. Ind. Los Ángeles | Perales del Río > Pol. Ind. Los Ángeles | Perales del Río > Pol. Ind. Los Ángeles | Perales del Río > Pol. Ind. Los Ángeles |
|                                                   |                                         |                                         |                                         |                                         |                                         |                                         |                                         |                                         |                                         |                                         |                                         |                                         |                                         |                                         |                                         |                                         |                                         | 00                                      | 01                                      | 02                                      |                                         |                                         |                                         |                                         |                                         |                                         |                                         |                                         |                                         |                                         |                                         |                                         |                                         |                                         |                                         |                                         |                                         | 23                                      | 00                                      | 01                                      | 02                                      | 03                                      |
| 30                                                |                                         | 10                                      | 40                                      |                                         | 20                                      |                                         | 00                                      |                                         |                                         |                                         |                                         |                                         |                                         |                                         |                                         |                                         |                                         |                                         |                                         |                                         |                                         |                                         |                                         |                                         |                                         |                                         |                                         |                                         |                                         |                                         |                                         |                                         |                                         |                                         |                                         |                                         |                                         |                                         |                                         |                                         |                                         |                                         |
| Sábados laborables                                |                                         |                                         |                                         |                                         |                                         |                                         |                                         |                                         |                                         |                                         |                                         |                                         |                                         |                                         |                                         |                                         |                                         |                                         |                                         |                                         |                                         |                                         |                                         |                                         |                                         |                                         |                                         |                                         |                                         |                                         |                                         |                                         |                                         |                                         |                                         |                                         |                                         |                                         |                                         |                                         |                                         |                                         |
| Pol. Ind. Los Ángeles > Perales del Río           | Pol. Ind. Los Ángeles > Perales del Río | Pol. Ind. Los Ángeles > Perales del Río | Pol. Ind. Los Ángeles > Perales del Río | Pol. Ind. Los Ángeles > Perales del Río | Pol. Ind. Los Ángeles > Perales del Río | Pol. Ind. Los Ángeles > Perales del Río | Pol. Ind. Los Ángeles > Perales del Río | Pol. Ind. Los Ángeles > Perales del Río | Pol. Ind. Los Ángeles > Perales del Río | Pol. Ind. Los Ángeles > Perales del Río | Pol. Ind. Los Ángeles > Perales del Río | Pol. Ind. Los Ángeles > Perales del Río | Pol. Ind. Los Ángeles > Perales del Río | Pol. Ind. Los Ángeles > Perales del Río | Pol. Ind. Los Ángeles > Perales del Río | Pol. Ind. Los Ángeles > Perales del Río | Pol. Ind. Los Ángeles > Perales del Río | Pol. Ind. Los Ángeles > Perales del Río | Pol. Ind. Los Ángeles > Perales del Río | Pol. Ind. Los Ángeles > Perales del Río | Perales del Río > Pol. Ind. Los Ángeles | Perales del Río > Pol. Ind. Los Ángeles | Perales del Río > Pol. Ind. Los Ángeles | Perales del Río > Pol. Ind. Los Ángeles | Perales del Río > Pol. Ind. Los Ángeles | Perales del Río > Pol. Ind. Los Ángeles | Perales del Río > Pol. Ind. Los Ángeles | Perales del Río > Pol. Ind. Los Ángeles | Perales del Río > Pol. Ind. Los Ángeles | Perales del Río > Pol. Ind. Los Ángeles | Perales del Río > Pol. Ind. Los Ángeles | Perales del Río > Pol. Ind. Los Ángeles | Perales del Río > Pol. Ind. Los Ángeles | Perales del Río > Pol. Ind. Los Ángeles | Perales del Río > Pol. Ind. Los Ángeles | Perales del Río > Pol. Ind. Los Ángeles | Perales del Río > Pol. Ind. Los Ángeles | Perales del Río > Pol. Ind. Los Ángeles | Perales del Río > Pol. Ind. Los Ángeles | Perales del Río > Pol. Ind. Los Ángeles | Perales del Río > Pol. Ind. Los Ángeles | Perales del Río > Pol. Ind. Los Ángeles |
| 06                                                | 07                                      | 08                                      | 09                                      | 10                                      | 11                                      | 12                                      | 13                                      | 14                                      | 15                                      | 16                                      | 17                                      | 18                                      | 19                                      | 20                                      | 21                                      | 22                                      | 23                                      |                                         |                                         |                                         | 06                                      | 07                                      | 08                                      | 09                                      | 10                                      | 11                                      | 12                                      | 13                                      | 14                                      | 15                                      | 16                                      | 17                                      | 18                                      | 19                                      | 20                                      | 21                                      | 22                                      | 23                                      |                                         |                                         |                                         |                                         |
| 20                                                | 00 40                                   | 20                                      | 00 40                                   | 20                                      | 00 40                                   | 20                                      | 00 40                                   | 20                                      | 00 40                                   | 20                                      | 00 40                                   | 20                                      | 00 40                                   | 20                                      | 00 40                                   | 20                                      | 00                                      | 40                                      | 20                                      | 00 40                                   | 20                                      | 00 40                                   | 20                                      | 00 40                                   | 20                                      | 00 40                                   | 20                                      | 00 40                                   | 20                                      | 00 40                                   | 20                                      | 00 40                                   | 20                                      | 00 40                                   |                                         |                                         |                                         |                                         |                                         |                                         |                                         |                                         |
| Domingos y festivos                               |                                         |                                         |                                         |                                         |                                         |                                         |                                         |                                         |                                         |                                         |                                         |                                         |                                         |                                         |                                         |                                         |                                         |                                         |                                         |                                         |                                         |                                         |                                         |                                         |                                         |                                         |                                         |                                         |                                         |                                         |                                         |                                         |                                         |                                         |                                         |                                         |                                         |                                         |                                         |                                         |                                         |                                         |
| Pol. Ind. Los Ángeles > Perales del Río           | Pol. Ind. Los Ángeles > Perales del Río | Pol. Ind. Los Ángeles > Perales del Río | Pol. Ind. Los Ángeles > Perales del Río | Pol. Ind. Los Ángeles > Perales del Río | Pol. Ind. Los Ángeles > Perales del Río | Pol. Ind. Los Ángeles > Perales del Río | Pol. Ind. Los Ángeles > Perales del Río | Pol. Ind. Los Ángeles > Perales del Río | Pol. Ind. Los Ángeles > Perales del Río | Pol. Ind. Los Ángeles > Perales del Río | Pol. Ind. Los Ángeles > Perales del Río | Pol. Ind. Los Ángeles > Perales del Río | Pol. Ind. Los Ángeles > Perales del Río | Pol. Ind. Los Ángeles > Perales del Río | Pol. Ind. Los Ángeles > Perales del Río | Pol. Ind. Los Ángeles > Perales del Río | Pol. Ind. Los Ángeles > Perales del Río | Pol. Ind. Los Ángeles > Perales del Río | Pol. Ind. Los Ángeles > Perales del Río | Pol. Ind. Los Ángeles > Perales del Río | Perales del Río > Pol. Ind. Los Ángeles | Perales del Río > Pol. Ind. Los Ángeles | Perales del Río > Pol. Ind. Los Ángeles | Perales del Río > Pol. Ind. Los Ángeles | Perales del Río > Pol. Ind. Los Ángeles | Perales del Río > Pol. Ind. Los Ángeles | Perales del Río > Pol. Ind. Los Ángeles | Perales del Río > Pol. Ind. Los Ángeles | Perales del Río > Pol. Ind. Los Ángeles | Perales del Río > Pol. Ind. Los Ángeles | Perales del Río > Pol. Ind. Los Ángeles | Perales del Río > Pol. Ind. Los Ángeles | Perales del Río > Pol. Ind. Los Ángeles | Perales del Río > Pol. Ind. Los Ángeles | Perales del Río > Pol. Ind. Los Ángeles | Perales del Río > Pol. Ind. Los Ángeles | Perales del Río > Pol. Ind. Los Ángeles | Perales del Río > Pol. Ind. Los Ángeles | Perales del Río > Pol. Ind. Los Ángeles | Perales del Río > Pol. Ind. Los Ángeles | Perales del Río > Pol. Ind. Los Ángeles | Perales del Río > Pol. Ind. Los Ángeles |
| 06                                                | 07                                      | 08                                      | 09                                      | 10                                      | 11                                      | 12                                      | 13                                      | 14                                      | 15                                      | 16                                      | 17                                      | 18                                      | 19                                      | 20                                      | 21                                      | 22                                      | 23                                      |                                         |                                         |                                         | 06                                      | 07                                      | 08                                      | 09                                      | 10                                      | 11                                      | 12                                      | 13                                      | 14                                      | 15                                      | 16                                      | 17                                      | 18                                      | 19                                      | 20                                      | 21                                      | 22                                      | 23                                      |                                         |                                         |                                         |                                         |
|                                                   | 30                                      | 30                                      | 30                                      | 30                                      | 30                                      | 30                                      | 30                                      | 30                                      | 30                                      | 30                                      | 30                                      | 30                                      | 30                                      | 30                                      | 45                                      |                                         | 00                                      |                                         | 30                                      | 30                                      | 30                                      | 30                                      | 30                                      | 30                                      | 30                                      | 30                                      | 30                                      | 30                                      | 30                                      | 30                                      | 30                                      | 30                                      | 45                                      |                                         | 00                                      |                                         |                                         |                                         |                                         |                                         |                                         |                                         |

### 1 - 31 agosto
| Lunes a viernes laborables                        |                                         |                                         |                                         |                                         |                                         |                                         |                                         |                                         |                                         |                                         |                                         |                                         |                                         |                                         |                                         |                                         |                                         |                                         |                                         |                                         |                                         |                                         |                                         |                                         |                                         |                                         |                                         |                                         |                                         |                                         |                                         |                                         |                                         |                                         |                                         |                                         |                                         |                                         |                                         |                                         |                                         |                                         |
| Pol. Ind. Los Ángeles > Perales del Río           | Pol. Ind. Los Ángeles > Perales del Río | Pol. Ind. Los Ángeles > Perales del Río | Pol. Ind. Los Ángeles > Perales del Río | Pol. Ind. Los Ángeles > Perales del Río | Pol. Ind. Los Ángeles > Perales del Río | Pol. Ind. Los Ángeles > Perales del Río | Pol. Ind. Los Ángeles > Perales del Río | Pol. Ind. Los Ángeles > Perales del Río | Pol. Ind. Los Ángeles > Perales del Río | Pol. Ind. Los Ángeles > Perales del Río | Pol. Ind. Los Ángeles > Perales del Río | Pol. Ind. Los Ángeles > Perales del Río | Pol. Ind. Los Ángeles > Perales del Río | Pol. Ind. Los Ángeles > Perales del Río | Pol. Ind. Los Ángeles > Perales del Río | Pol. Ind. Los Ángeles > Perales del Río | Pol. Ind. Los Ángeles > Perales del Río | Pol. Ind. Los Ángeles > Perales del Río | Pol. Ind. Los Ángeles > Perales del Río | Pol. Ind. Los Ángeles > Perales del Río | Perales del Río > Pol. Ind. Los Ángeles | Perales del Río > Pol. Ind. Los Ángeles | Perales del Río > Pol. Ind. Los Ángeles | Perales del Río > Pol. Ind. Los Ángeles | Perales del Río > Pol. Ind. Los Ángeles | Perales del Río > Pol. Ind. Los Ángeles | Perales del Río > Pol. Ind. Los Ángeles | Perales del Río > Pol. Ind. Los Ángeles | Perales del Río > Pol. Ind. Los Ángeles | Perales del Río > Pol. Ind. Los Ángeles | Perales del Río > Pol. Ind. Los Ángeles | Perales del Río > Pol. Ind. Los Ángeles | Perales del Río > Pol. Ind. Los Ángeles | Perales del Río > Pol. Ind. Los Ángeles | Perales del Río > Pol. Ind. Los Ángeles | Perales del Río > Pol. Ind. Los Ángeles | Perales del Río > Pol. Ind. Los Ángeles | Perales del Río > Pol. Ind. Los Ángeles | Perales del Río > Pol. Ind. Los Ángeles | Perales del Río > Pol. Ind. Los Ángeles | Perales del Río > Pol. Ind. Los Ángeles | Perales del Río > Pol. Ind. Los Ángeles |
| 06                                                | 07                                      | 08                                      | 09                                      | 10                                      | 11                                      | 12                                      | 13                                      | 14                                      | 15                                      | 16                                      | 17                                      | 18                                      | 19                                      | 20                                      | 21                                      | 22                                      | 23                                      |                                         |                                         |                                         | 06                                      | 07                                      | 08                                      | 09                                      | 10                                      | 11                                      | 12                                      | 13                                      | 14                                      | 15                                      | 16                                      | 17                                      | 18                                      | 19                                      | 20                                      | 21                                      | 22                                      | 23                                      |                                         |                                         |                                         |                                         |
| 20                                                | 00 40                                   | 20                                      | 00 40                                   | 20                                      | 00 40                                   | 20                                      | 00 40                                   | 20                                      | 00 40                                   | 20                                      | 00 40                                   | 20                                      | 00 40                                   | 20                                      | 00 40                                   | 20                                      | 00                                      | 40                                      | 20                                      | 00 40                                   | 20                                      | 00 40                                   | 20                                      | 00 40                                   | 20                                      | 00 40                                   | 20                                      | 00 40                                   | 20                                      | 00 40                                   | 20                                      | 00 40                                   | 20                                      | 00                                      | 00                                      |                                         |                                         |                                         |                                         |                                         |                                         |                                         |
| Noches de viernes, sábados y vísperas de festivos |                                         |                                         |                                         |                                         |                                         |                                         |                                         |                                         |                                         |                                         |                                         |                                         |                                         |                                         |                                         |                                         |                                         |                                         |                                         |                                         |                                         |                                         |                                         |                                         |                                         |                                         |                                         |                                         |                                         |                                         |                                         |                                         |                                         |                                         |                                         |                                         |                                         |                                         |                                         |                                         |                                         |                                         |
| Pol. Ind. Los Ángeles > Perales del Río           | Pol. Ind. Los Ángeles > Perales del Río | Pol. Ind. Los Ángeles > Perales del Río | Pol. Ind. Los Ángeles > Perales del Río | Pol. Ind. Los Ángeles > Perales del Río | Pol. Ind. Los Ángeles > Perales del Río | Pol. Ind. Los Ángeles > Perales del Río | Pol. Ind. Los Ángeles > Perales del Río | Pol. Ind. Los Ángeles > Perales del Río | Pol. Ind. Los Ángeles > Perales del Río | Pol. Ind. Los Ángeles > Perales del Río | Pol. Ind. Los Ángeles > Perales del Río | Pol. Ind. Los Ángeles > Perales del Río | Pol. Ind. Los Ángeles > Perales del Río | Pol. Ind. Los Ángeles > Perales del Río | Pol. Ind. Los Ángeles > Perales del Río | Pol. Ind. Los Ángeles > Perales del Río | Pol. Ind. Los Ángeles > Perales del Río | Pol. Ind. Los Ángeles > Perales del Río | Pol. Ind. Los Ángeles > Perales del Río | Pol. Ind. Los Ángeles > Perales del Río | Perales del Río > Pol. Ind. Los Ángeles | Perales del Río > Pol. Ind. Los Ángeles | Perales del Río > Pol. Ind. Los Ángeles | Perales del Río > Pol. Ind. Los Ángeles | Perales del Río > Pol. Ind. Los Ángeles | Perales del Río > Pol. Ind. Los Ángeles | Perales del Río > Pol. Ind. Los Ángeles | Perales del Río > Pol. Ind. Los Ángeles | Perales del Río > Pol. Ind. Los Ángeles | Perales del Río > Pol. Ind. Los Ángeles | Perales del Río > Pol. Ind. Los Ángeles | Perales del Río > Pol. Ind. Los Ángeles | Perales del Río > Pol. Ind. Los Ángeles | Perales del Río > Pol. Ind. Los Ángeles | Perales del Río > Pol. Ind. Los Ángeles | Perales del Río > Pol. Ind. Los Ángeles | Perales del Río > Pol. Ind. Los Ángeles | Perales del Río > Pol. Ind. Los Ángeles | Perales del Río > Pol. Ind. Los Ángeles | Perales del Río > Pol. Ind. Los Ángeles | Perales del Río > Pol. Ind. Los Ángeles | Perales del Río > Pol. Ind. Los Ángeles |
|                                                   |                                         |                                         |                                         |                                         |                                         |                                         |                                         |                                         |                                         |                                         |                                         |                                         |                                         |                                         |                                         |                                         |                                         | 00                                      | 01                                      | 02                                      |                                         |                                         |                                         |                                         |                                         |                                         |                                         |                                         |                                         |                                         |                                         |                                         |                                         |                                         |                                         |                                         |                                         | 23                                      | 00                                      | 01                                      | 02                                      | 03                                      |
| 30                                                |                                         | 10                                      | 40                                      |                                         | 20                                      |                                         | 00                                      |                                         |                                         |                                         |                                         |                                         |                                         |                                         |                                         |                                         |                                         |                                         |                                         |                                         |                                         |                                         |                                         |                                         |                                         |                                         |                                         |                                         |                                         |                                         |                                         |                                         |                                         |                                         |                                         |                                         |                                         |                                         |                                         |                                         |                                         |                                         |
| Sábados laborables                                |                                         |                                         |                                         |                                         |                                         |                                         |                                         |                                         |                                         |                                         |                                         |                                         |                                         |                                         |                                         |                                         |                                         |                                         |                                         |                                         |                                         |                                         |                                         |                                         |                                         |                                         |                                         |                                         |                                         |                                         |                                         |                                         |                                         |                                         |                                         |                                         |                                         |                                         |                                         |                                         |                                         |                                         |
| Pol. Ind. Los Ángeles > Perales del Río           | Pol. Ind. Los Ángeles > Perales del Río | Pol. Ind. Los Ángeles > Perales del Río | Pol. Ind. Los Ángeles > Perales del Río | Pol. Ind. Los Ángeles > Perales del Río | Pol. Ind. Los Ángeles > Perales del Río | Pol. Ind. Los Ángeles > Perales del Río | Pol. Ind. Los Ángeles > Perales del Río | Pol. Ind. Los Ángeles > Perales del Río | Pol. Ind. Los Ángeles > Perales del Río | Pol. Ind. Los Ángeles > Perales del Río | Pol. Ind. Los Ángeles > Perales del Río | Pol. Ind. Los Ángeles > Perales del Río | Pol. Ind. Los Ángeles > Perales del Río | Pol. Ind. Los Ángeles > Perales del Río | Pol. Ind. Los Ángeles > Perales del Río | Pol. Ind. Los Ángeles > Perales del Río | Pol. Ind. Los Ángeles > Perales del Río | Pol. Ind. Los Ángeles > Perales del Río | Pol. Ind. Los Ángeles > Perales del Río | Pol. Ind. Los Ángeles > Perales del Río | Perales del Río > Pol. Ind. Los Ángeles | Perales del Río > Pol. Ind. Los Ángeles | Perales del Río > Pol. Ind. Los Ángeles | Perales del Río > Pol. Ind. Los Ángeles | Perales del Río > Pol. Ind. Los Ángeles | Perales del Río > Pol. Ind. Los Ángeles | Perales del Río > Pol. Ind. Los Ángeles | Perales del Río > Pol. Ind. Los Ángeles | Perales del Río > Pol. Ind. Los Ángeles | Perales del Río > Pol. Ind. Los Ángeles | Perales del Río > Pol. Ind. Los Ángeles | Perales del Río > Pol. Ind. Los Ángeles | Perales del Río > Pol. Ind. Los Ángeles | Perales del Río > Pol. Ind. Los Ángeles | Perales del Río > Pol. Ind. Los Ángeles | Perales del Río > Pol. Ind. Los Ángeles | Perales del Río > Pol. Ind. Los Ángeles | Perales del Río > Pol. Ind. Los Ángeles | Perales del Río > Pol. Ind. Los Ángeles | Perales del Río > Pol. Ind. Los Ángeles | Perales del Río > Pol. Ind. Los Ángeles | Perales del Río > Pol. Ind. Los Ángeles |
| 06                                                | 07                                      | 08                                      | 09                                      | 10                                      | 11                                      | 12                                      | 13                                      | 14                                      | 15                                      | 16                                      | 17                                      | 18                                      | 19                                      | 20                                      | 21                                      | 22                                      | 23                                      |                                         |                                         |                                         | 06                                      | 07                                      | 08                                      | 09                                      | 10                                      | 11                                      | 12                                      | 13                                      | 14                                      | 15                                      | 16                                      | 17                                      | 18                                      | 19                                      | 20                                      | 21                                      | 22                                      | 23                                      |                                         |                                         |                                         |                                         |
| 30                                                | 30                                      | 30                                      | 30                                      | 30                                      | 30                                      | 30                                      | 30                                      | 30                                      | 30                                      | 30                                      | 30                                      | 30                                      | 30                                      | 30                                      | 45                                      |                                         | 00                                      | 30                                      | 30                                      | 30                                      | 30                                      | 30                                      | 30                                      | 30                                      | 30                                      | 30                                      | 30                                      | 30                                      | 30                                      | 30                                      | 30                                      | 30                                      | 45                                      |                                         | 00                                      |                                         |                                         |                                         |                                         |                                         |                                         |                                         |
| Domingos y festivos                               |                                         |                                         |                                         |                                         |                                         |                                         |                                         |                                         |                                         |                                         |                                         |                                         |                                         |                                         |                                         |                                         |                                         |                                         |                                         |                                         |                                         |                                         |                                         |                                         |                                         |                                         |                                         |                                         |                                         |                                         |                                         |                                         |                                         |                                         |                                         |                                         |                                         |                                         |                                         |                                         |                                         |                                         |
| Pol. Ind. Los Ángeles > Perales del Río           | Pol. Ind. Los Ángeles > Perales del Río | Pol. Ind. Los Ángeles > Perales del Río | Pol. Ind. Los Ángeles > Perales del Río | Pol. Ind. Los Ángeles > Perales del Río | Pol. Ind. Los Ángeles > Perales del Río | Pol. Ind. Los Ángeles > Perales del Río | Pol. Ind. Los Ángeles > Perales del Río | Pol. Ind. Los Ángeles > Perales del Río | Pol. Ind. Los Ángeles > Perales del Río | Pol. Ind. Los Ángeles > Perales del Río | Pol. Ind. Los Ángeles > Perales del Río | Pol. Ind. Los Ángeles > Perales del Río | Pol. Ind. Los Ángeles > Perales del Río | Pol. Ind. Los Ángeles > Perales del Río | Pol. Ind. Los Ángeles > Perales del Río | Pol. Ind. Los Ángeles > Perales del Río | Pol. Ind. Los Ángeles > Perales del Río | Pol. Ind. Los Ángeles > Perales del Río | Pol. Ind. Los Ángeles > Perales del Río | Pol. Ind. Los Ángeles > Perales del Río | Perales del Río > Pol. Ind. Los Ángeles | Perales del Río > Pol. Ind. Los Ángeles | Perales del Río > Pol. Ind. Los Ángeles | Perales del Río > Pol. Ind. Los Ángeles | Perales del Río > Pol. Ind. Los Ángeles | Perales del Río > Pol. Ind. Los Ángeles | Perales del Río > Pol. Ind. Los Ángeles | Perales del Río > Pol. Ind. Los Ángeles | Perales del Río > Pol. Ind. Los Ángeles | Perales del Río > Pol. Ind. Los Ángeles | Perales del Río > Pol. Ind. Los Ángeles | Perales del Río > Pol. Ind. Los Ángeles | Perales del Río > Pol. Ind. Los Ángeles | Perales del Río > Pol. Ind. Los Ángeles | Perales del Río > Pol. Ind. Los Ángeles | Perales del Río > Pol. Ind. Los Ángeles | Perales del Río > Pol. Ind. Los Ángeles | Perales del Río > Pol. Ind. Los Ángeles | Perales del Río > Pol. Ind. Los Ángeles | Perales del Río > Pol. Ind. Los Ángeles | Perales del Río > Pol. Ind. Los Ángeles | Perales del Río > Pol. Ind. Los Ángeles |
| 06                                                | 07                                      | 08                                      | 09                                      | 10                                      | 11                                      | 12                                      | 13                                      | 14                                      | 15                                      | 16                                      | 17                                      | 18                                      | 19                                      | 20                                      | 21                                      | 22                                      | 23                                      |                                         |                                         |                                         | 06                                      | 07                                      | 08                                      | 09                                      | 10                                      | 11                                      | 12                                      | 13                                      | 14                                      | 15                                      | 16                                      | 17                                      | 18                                      | 19                                      | 20                                      | 21                                      | 22                                      | 23                                      |                                         |                                         |                                         |                                         |
|                                                   | 30                                      | 30                                      | 30                                      | 30                                      | 30                                      | 30                                      | 30                                      | 30                                      | 30                                      | 30                                      | 30                                      | 30                                      | 30                                      | 30                                      | 45                                      |                                         | 00                                      |                                         | 30                                      | 30                                      | 30                                      | 30                                      | 30                                      | 30                                      | 30                                      | 30                                      | 30                                      | 30                                      | 30                                      | 30                                      | 30                                      | 30                                      | 45                                      |                                         | 00                                      |                                         |                                         |                                         |                                         |                                         |                                         |                                         |

## Recorrido y paradas

### Sentido Perales del Río
| Código | Parada                                          | Común con                             | Conexiones con Metro y Cercanías |
| ------ | ----------------------------------------------- | ------------------------------------- | -------------------------------- |
| 20829  | Carpinteros - Torneros                          | 447                                   |                                  |
| 08318  | Carpinteros - Centro Municipal de Empresas      | 447                                   |                                  |
| 08298  | Carpinteros - Fundidores                        | 447                                   |                                  |
| 19204  | Av. Caballero de la Triste Figura - Rocín Flaco | 447                                   |                                  |
| 19203  | Av. Caballero T. Figura - Av. Aldonza Lorenzo   | 447                                   |                                  |
| 19202  | Av. Ingenioso Hidalgo - Cueva de Salamanca      | 447                                   |                                  |
| 21324  | Maritornes - Est. El Casar                      | 447                                   | El Casar                         |
| 10808  | Av. Don Juan Borbón - Plaza de Toros            | 3 447 488                             |                                  |
| 10810  | Av. Don Juan Borbón - Giralda                   | 3 447 488                             |                                  |
| 10813  | Av. España - Av. Ciudades                       | 442 447                               |                                  |
| 10814  | Av. España - Gerona                             | 447                                   |                                  |
| 08332  | Av. España - Est. Juan de la Cierva             | 1 442 447 488                         | Juan de la Cierva                |
| 08317  | Av. Gibraltar - Cataluña                        | 1 3 447 455 488                       |                                  |
| 08311  | Av. Juan de la Cierva - Pza. España             |                                       |                                  |
| 08313  | Av. General Palacio - Capellanes                | Pi1 Pi2 447                           |                                  |
| 08286  | Ramón y Cajal - Núñez de Balboa                 | 1 3 6 447 455 462                     |                                  |
| 08284  | General Pingarrón - Colegio                     | 1 3 6 Pi1 Pi2 441 447 448 450 455 462 | Getafe Central                   |
| 08242  | Pza. Alcalde Juan Vergara - Leganés             | 2 3 6 428 447 448 450 455 462 468     |                                  |
| 09546  | Ctra. A-42 - Hospital de Getafe                 | 444 460 463 464 VAC-023               |                                  |
| 08223  | Ctra. A-42 - Las Terradas                       | 444 455                               |                                  |
| 08125  | Ctra. M-301 - Monte Perdido                     | 411 412 415                           |                                  |
| 17864  | Hoces del Cabriel - Monte Perdido               | 411                                   |                                  |
| 17863  | Albert Camus - Emily Balch                      | 411                                   |                                  |
| 17861  | Av. Fco. Chico Mendes - Amazonas                | 411                                   |                                  |
| 17859  | Betty Williams - Polideportivo                  | 411                                   |                                  |
| 17856  | Juan de Mairena - Grazia Deledda                | 411                                   |                                  |
| 09026  | Juan de Mairena - Centro de Salud               | 411                                   |                                  |
| 09025  | Juan de Mairena - Madre Maravillas              | 411                                   |                                  |
| 08129  | Ctra. M-301 - Complejo Deportivo                | 411 415                               |                                  |
| 20151  | Viento - Caserío de Perales                     | 411                                   |                                  |

### Sentido Pol. Ind. Los Ángeles
| Código | Parada                                     | Común con                 | Conexiones con Metro y Cercanías |
| ------ | ------------------------------------------ | ------------------------- | -------------------------------- |
| 08133  | Caserío de Perales - Aparcamiento          | 411                       |                                  |
| 08130  | Ctra. M-301 - Complejo Deportivo           | 411 415                   |                                  |
| 09024  | Juan de Mairena - Saeta                    | 411                       |                                  |
| 09023  | Juan de Mairena - Centro de Salud          | 411                       |                                  |
| 17857  | Juan de Mairena - José Echegaray           | 411                       |                                  |
| 17858  | Betty Williams - Polideportivo             | 411                       |                                  |
| 17860  | Fco. Chico Mendes - Monte Kenia            | 411                       |                                  |
| 17862  | Albert Camus - Cabañeros                   | 411                       |                                  |
| 11484  | Hoces del Cabriel - Groenlandia            | 411                       |                                  |
| 16209  | Monte Perdido - Dolores Valle              | 411                       |                                  |
| 09544  | Glorieta A-42 - Hospital de Getafe         | 428 444 447 448 450 455   |                                  |
| 08241  | Leganés - Batres                           | 2 3 6 428 447 448 450 468 | Getafe Central                   |
| 08283  | Pza. Cuestas - UNED                        | 3 447 448 450             |                                  |
| 07415  | Arboleda - Pza. Beso                       | 1 6 Pi1 Pi2 447 462       |                                  |
| 07414  | Av. Juan de la Cierva - Pza. de España     | 1 6 428 447 455 462       |                                  |
| 08235  | Av. España - Est. Juan de la Cierva        | 2 447 488                 | Juan de la Cierva                |
| 08239  | Av. España - Alicante                      | 2 447 488                 |                                  |
| 10812  | Av. España - Av. Ciudades                  | 2 447 488                 |                                  |
| 10811  | Av. Don Juan Borbón - Giralda              | 3 447 488                 |                                  |
| 10809  | Av. Don Juan Borbón - Plaza de Toros       | 3 447 488                 |                                  |
| 19200  | Av. Martín Gato - Av. Sancho Panza         | 447                       |                                  |
| 21323  | Maritornes - Est. El Casar                 | 447                       | El Casar                         |
| 19201  | Av. Sancho Panza - Cueva de Salamanca      | 447                       |                                  |
| 18970  | Av. Rocinante - Dulcinea del Toboso        | 447                       |                                  |
| 19205  | Av. Rocinante - Jarifa                     | 447                       |                                  |
| 08341  | Carpinteros - Fundidores                   | 447                       |                                  |
| 08312  | Carpinteros - Centro Municipal de Empresas | 447                       |                                  |
| 20829  | Carpinteros - Torneros                     | 447                       |                                  |